# Jaguar XJR-14
El Jaguar XJR-14 fue un auto del Campeonato Mundial de Resistencia que corrió en la temporada 1991 y en 1992 en la IMSA GTP.
El auto se construyó en base del nuevo reglamento del categoría Grupo C que consistían en motores de 3.5 litros atmosféricos (similares a los de F1), en vez de construir uno propio, usaron el Cosworth HB (la misma version del equipo Benetton de F1). En la primera fecha del campeonato se adjudicó la pole position pero abandono la carrera, pero ganó las dos siguientes, Monza y Silverstone, hizo la pole en Le Mans pero se retiraron y decidieron usar el auto viejo, otra victoria en Nurburgring y las tres últimas tomadas por sus rivales: Peugeot y Mercedes, pero les basto para llevarse el campeonato de equipos más el de pilotos con Teo Fabi. Al año siguiente abandonan el campeonato por inestabilidad en el reglamento.
El auto fue a correr a la IMSA GTP en 1992, ganó en las fechas de Road Atlanta y Mid-Ohio a manos de Davy Jones, pero no pudieron luchar contra equipos como Toyota y Nissan, quedando en tercera posición en el campeonato.
El auto también se utilizó en otros equipos y otros campeonatos, Mazda (nombrado como MXR-01 más un motor Judd V10) lo uso para el la temporada 1992 del mundial de reisitencia, quedando en tercer lugar de la general, y la más notable en el Porsche WSC-95 (cuyo chasis era propiedad de Tom Walkinshaw) que ganó las 24 Horas de Le Mans en 1996 y 1997.